# مشهد الخلفاء العباسيين
ضريح الخلفاء العباسيين ، هو أحد المساجد التي انشئت في عصر الدولة الايوبية في مصر، يقع خلف خلف جامع السيدة نفيسة بقسم الخليفة.

## وصفه
يتكون الضريح من مبنى مربع الشكل يبلغ 90 متراً مربعاً، وارتفاعه 5.50 أمتار. وفي أركان المربع توجد مثلثات مملوءة بالدلايات، ثم تعلو ذلك قبة. ويوجد المدخل الرئيسى للضريح في الجهة المقابلة للقبلة أي في الجهة الشمالية الغربية، والواجهة مزخرفة بباب معقود على شكل زاوية منكسرة، وعلى جانبى الباب جلسة رخامية، كما يوجد في الجهة الشمالية الشرقية باب ثان حول الآن إلى نافذة، ومن المرجح وجود باب ثالث في الجهة الجنوبية الغربية وإن كان من المتعذر الآن التأكد من هذا لأن مسجد السيدة نفيسة قد بنى ملاصقا لهذه الجهة. وعلى جانبى باب المدخل توجد حنيتان مجوفتان تشبه المحراب، كما حليت الواجهتان الشرقية والغربية بحنيات ولكنها مسطحة والضريح من الداخل منكسر بطبقة من الجص البديع الزخرفة وبجدار القبلة يوجد عقد منكسر بداخله تجويف المحراب تحيط به مجموعة من الدلايات والأشرطة الكتابية من الجص. ويعلو المحراب وكذا العقد المنكسر إفريز خشبى عليه كتابة نسخية مرسومة بطلاء زيتى.
ويوجد بالضريح مجموعة من النوافذ، تشغل المناطق المحصورة بين مثلثات الأركان المملوءة بالدلايات. وتتكون النوافذ من ثلاث فتحات. وكلها مملوءة بالجص والزجاج المتعدد الألوان.

## وصلات خارجية
- آثار القاهرة الإسلامية-قبة الخلفاء العباسين